# Allenjoie
Allenjoie település Franciaországban, Doubs megyében. Lakosainak száma 735 fő (2022. január 1.). Allenjoie Bourogne és Méziré községekkel határos.

## Népesség
A település népességének változása:
| Lakosok száma | 461  | 649  | 578  | 653  | 744  | 734  | 735  | 740  | 741  | 735  |
|               | 1968 | 1982 | 1990 | 2006 | 2013 | 2015 | 2017 | 2019 | 2020 | 2022 |